# Atractus nicefori
Atractus nicefori е вид змия от семейство Смокообразни (Colubridae). Видът е уязвим и сериозно застрашен от изчезване.

## Разпространение
Разпространен е в Колумбия.